# Afriški beloprsi jež
Afriški beloprsi jež je vrsta ježa, ki ga pojmujemo kot udomačenega ježa. V Sloveniji ga poznamo le kot hišnega ljubljenčka. Afriški beloprsi jež je rezultat križanja dveh različnih vrst afriškega ježa - beloprsega (Atelerix albiventris) in alžirskega (Atelerix algirus). Je manjši kot evropski jež, ki ga na Slovenskem poznamo kot divjega ježa. Spada v skupino sesalcev, in ne glodavcev. Tekom let udomačevanja se je njihov karakter prilagodil sobivanju s človekom, prav tako se je zmanjšal njihov naravni strah pred plenilci. V zadnjem času se je pojavilo tudi veliko novih barv in barvnih kombinacij - poznamo kar 92 različnih barv. Vse omenjene lastnosti so pripomogle k temu, da je pribljubljen kot hišni ljubljenček.

## Osnovne značilnosti
Teža odraslega ježa je od 250-550 g. Povprečna življenjska doba je 4-6 let. Samice spolno dozorijo pri 8-12 tednih, samci pa malo prej, od 7-9 tednov. Za življenje nujno potrebujejo toplo okolje, priporoča se temperatura nad 21 °C. Pozimi ne hibernirajo. Po klasifikaciji se uvrščajo med insektivore (žužkojede), v divjini se prehranjujejo z žuželkami. Po naravi so samotarji.

## Prehrana
Osnovna hrana udomačenih beloprsih ježev so mačji briketi kvalitetnega proizvajalca. Hrana naj bi bila bogata s proteini (beljakovinami) in z nižjo vsebnostjo maščob. Kot dodatek k prehrani lahko dobivajo mokarje in čričke, vendar v omejenih količinah, saj so bogati z maščobami. Priporoča se tudi kuhana perutnina, kuhano jajce, zelenjava, sadje v omejenih količinah. So insektivori, tako da v prehrani sadje in zelenjava nista potrebna. Ježi so laktozno intolerantni, nikoli jih ne hranimo z mlekom in mlečnimi izdelki, saj se bodo pojavile črevesne težave.

## Osnovna oprema in nega
Potrebujejo veliko kletko, v velikosti vsaj 50 x 100 cm. Kletka je lahko tudi v dveh nadstropjih, vendar se več kot toliko ne priporoča, saj niso preveč spretni plezalci. V kletki potrebujejo hiško, WC z mačjim peskom, tunele za skrivanje, posodici za hrano in vodo, razne igrače, in najbolj nujno - veliko kolo. Kot stelja se priporoča žagovina ali lesni peleti, lahko pa tudi umetno travo ali flis odejo (le v primeru, da je ljubljenček navajen uporabljati stranišče). Seno in slama se kot stelja ne priporočata.
Občasno jih je priporočljivo kopati (svetuje se uporaba nežnih, neodišavljenih mil). Nekajkrat na mesec jim je potrebno očistiti tačke v vodni kopeli. Občasno jim je potrebno skrajšati kremplje, lahko kar s škarjicami za nohte. Problem je predvsem v zadnjih krempljih, ki rastejo malo hitreje. Če bodo ježi tudi zunaj, jim je priporočljivo dati ampulo proti bolham.

## Zdravje
Med afriškimi beloprsimi ježi je močno razširjena genetska bolezen imenovana WHS (angl. Wobbly Hedgehog Syndrome). Je nevrodegenerativna genetska bolezen, ki jo lahko primerjamo z multiplo sklerozo pri človeku. Simptomi po navadi nastopijo pri starosti dveh let, čeprav so izbruh bolezni opazili tako pri mlajših, kot pri starejših ježih. Od pojava znakov do smrti preteče od 6-19 mesecev. Prvi simptomi, ki jih opazimo so izguba kontrole nad telesom in slabenje mišic. Jež ne kontrolira gibanja, pri hoji in stanju se opoteka ter maje. Bolezen je progresivna in napreduje hitro. Zdravila zaenkrat še ne poznamo. Genetska bolezen se v populaciji pospešeno širi, če prihaja do parjenja v sorodstvu.

## Barve

### Beloprsa in alžirska barva
Do danes je poznanih kar 92 barv razvrščenih v dve glavni skupini - beloprse in alžirske barve. Omenjeni barvni skupini izhajata iz dejstva, da je afriški beloprsi jež rezultat križanja dveh različnih vrst afriškega ježa. Beloprsi in alžirski jež sta sicer kompatibilni vrsti, vendar le v smislu fizičnih lastnosti. Barve se med vrstama nikoli ne mešajo. Alžirska barva je dominantna in med ježi bolj pogosta. Beloprsa je recesivna, zato tudi redkejša. Glavna razlika med dvema barvnima skupinama je v maski obraza. Ježi alžirskih barv imajo bolj obsežne in temnejše maske obraza, beloprsi pa manjše in svetlejše. Prav imajo ježi alžirske barve veliko temnejšo kožo kot pa ježi beloprsih barv. Velja trditev, da za vsako beloprso barvo obstaja različica v alžirski barvi, le da bo imela ta temnejšo masko, ušesa, nos in obarvanje trebuščka.

### Glavne barve
(na levi beloprsa različica, na desni alžirska)
- Sol in poper - Alžirska črna
- Temno siva - Alžirska temno siva
- Siva - Alžirska siva
- Čokoladna - Alžirska čokoladna
- Rjava - Alžirska rjava
- Cimet - Alžirska cimet
- Šampanjec - Alžirski šampanjec
- Marelica - Alžirska marelica
- Albino

- Temno siva
- Alžirska čokoladna
- Cimet
- Albino
- Pinto vzorec

### Vzorci
Poleg različnih barv obstajajo tudi različni vzorci. Razvrščamo jih v tri glavne kategorije:
- Brez vzorca (bodice obročkane z osnovno barvo ježa)
- Pinto (jež ima lise, kjer bodice niso obarvane, temveč bele)
- Snežinka (podobno kot pinto vzorec, vendar so tu bele bodice enakomerno razporejene po celem telesu)